# Benet Julià i Ros
Benet Julià i Ros OSB, nach anderen Angaben auch Benet Julià i Julià (* 3. Februar 1727 in Torroella de Montgrí; † 5. Dezember 1787 in Kloster Montserrat), war ein katalanischer Organist und Komponist der Schule von Montserrat. Er wirkte lange Zeit als Organist des Klosters Montserrat.

## Leben und Werk
Benet Julià besuchte wahrscheinlich ab 1736 oder 1737 bis 1745 für seine musikalische Ausbildung die Escolania de Montserrat. Benet Esteve war dort einer seiner ersten Lehrer. Er wurde später auch Schüler von Antonio Soler. Im Jahr 1746 trat Julià dem Benediktinerorden als Mönch bei. Sehr wahrscheinlich ersetzte er 1763 für kurze Zeit Josep Martí als Leiter der Escolania bevor dann Anselm Viola auf diese Position berufen wurde.
Julià schrieb unter anderem Werke für Tasteninstrumente, die Sonate für Clarins (Orgelregister), eine Totenmesse und ein Miserere, die beiden letztgenannten für Doppelchor und Orchester. Auch die nur wenigen überkommenen Kompositionen von Julià zeigen deutliche die geschickte Artikulation der Polyphonie alten Stils, der homophonen Textur und der italienischen Elemente im klassizistischen Stil.